# Dorabure, Chik Ballapur
Dorabure là một làng thuộc tehsil Chik Ballapur, huyện Kolar, bang Karnataka, Ấn Độ.